# تیواینوسینیک اسید
تیواینوسینیک اسید (به انگلیسی: Thioinosinic acid) با فرمول شیمیایی C۱۰H۱۳N۴O۷PS یک ترکیب شیمیایی با شناسه پاب‌کم ۳۰۳۴۳۹۱ است. که جرم مولی آن 364.27 g/mol می‌باشد. 